# فلایت‌اویر
فلایت‌اویر (انگلیسی: FlightAware) شرکت هوافضای آمریکایی است، که در سال ۲۰۰۵ تأسیس شد.